# L'Homme au bras d'or
Pour plus de détails, voir Fiche technique et Distribution.
L'Homme au bras d'or (The Man with the Golden Arm) est un film américain tiré du roman homonyme de Nelson Algren et réalisé par Otto Preminger, sorti en 1955. Il est notamment connu pour son générique, réalisé par le graphiste Saul Bass et la partition très novatrice d'Elmer Bernstein qui marque le début d'une façon d'utiliser le jazz au cinéma.

## Synopsis
À Chicago, Frankie Machine revient dans son quartier après un séjour dans un centre de désintoxication. Là-bas, où un ami lui a affirmé qu'il avait un don pour les percussions, il y a appris la batterie. Croyant en ses chances, il tente de contacter un impresario pour devenir batteur, ce que sa femme Zosh, dans un fauteuil roulant depuis un accident de voiture, ne souhaite pas afin que Frankie reste auprès d'elle. C'est le moment que choisissent d'anciennes mauvaises fréquentations pour le retrouver et le faire rapidement replonger dans la drogue. Frankie est alors tiraillé entre les dealers envers qui il a des dettes et qu'il doit rembourser en devenant donneur au poker pendant de longues veillées, sa femme qui sent que Frankie ne se soucie plus d'elle et qu'il va la quitter, et son amie Molly qui tente de le sortir de la drogue.

## Fiche technique
- Titre : L'Homme au bras d'or
- Titre original : The Man with the Golden Arm
- Réalisateur : Otto Preminger
- Scénario : Walter Newman, Lewis Meltzer, d'après le roman de Nelson Algren
- Musique : Elmer Bernstein
- Directeur de la photographie : Sam Leavitt
- Montage : Louis R. Loeffler
- Direction artistique : Joseph C. Wright
- Décors : Darrell Silvera
- Générique : Saul Bass
- Production : Otto Preminger
- Société de production : Otto Preminger Films et Carlyle Productions
- Société de distribution : United Artists
- Pays de production :  États-Unis
- Langue : anglais
- Genre : Film dramatique, Film policier, Film noir
- Format : Noir et blanc — 35 mm — 1,85:1 — Son : Mono  (RCA Sound Recording)
- Durée : 119 minutes
- Dates de sortie : 
  - États-Unis : 14 décembre 1955 (première), 15 décembre 1955 (New York)
  - France : 9 mai 1956 (Paris)
- Affiche : Saul Bass (États-Unis)

## Distribution
- Frank Sinatra  (V.F : Michel Andre) : Frankie Machine
- Eleanor Parker  (V.F : Nadine Alari) : Zosh/Nouche
- Kim Novak  (V.F : Jacqueline Ferriere) : Molly Novotny
- Arnold Stang (VF Jacques  Jouanneau) : Sparrow
- Darren McGavin  (V.F : André Valmy) : Louie
- Robert Strauss : Schwiefka
- John Conte  (V.F : Jean-Henri Chambois) : Drunky Johnny
- Leonid Kinskey : Dominiwski
- Will Wright  (V.F : Maurice Pierrat) :Harry Lane
- Harold 'Tommy' Hart  (V.F : Jean Violette) : Officier de police Kvorka
- Shorty Rogers  (V.F : Roger Rudel) : Chef d’Orchestre
- Leonard Bremen  (V.F : Jean-Claude Michel) : Taxi driver in lock-up
- Emile Meyer  (V.F : Marcel Raine) : Inspecteur Bednar
- George Mathews  (V.F : ?) : Joueur Williams
- Doro Merande : Vi

## Autour du film
- C'est le premier film hollywoodien à parler ouvertement de la drogue et des effets qu'elle engendre. Les séquences de sevrage violent (Cold Turkey) de Frankie sont un morceau d'anthologie.
- Le batteur de jazz Shelly Manne double Sinatra dans les scènes où ce dernier joue de la batterie.
- Barry Adamson reprend le thème principal du film sur son album Moss Side Story en 1989.

## Article annexe
- Psychotrope au cinéma et à la télévision